# Johan Lopez de Ulhoa
Johan Lopez de Ulhoa fue un trovador gallego del siglo XIII.

## Biografía
Pertenecería a una familia noble implantada en las cercanías del río Ulla, de la zona de Monterroso. Es hijo de Lopo Rodriguez de Ulhoa y de María Fernández Batissela, cuñado del también trovador Fernan Paez de Talamancos. Fue caballero de una orden militar y se sabe que estuvo en Portugal. Se casó con Sancha Lourenço Taveira, estableciéndose en la Extremadura portuguesa.

## Obra
Se conservan 18 cantigas. Son 11 cantigas de amor y 7 cantigas de amigo.